# Filmfestivalen i Cannes 2016

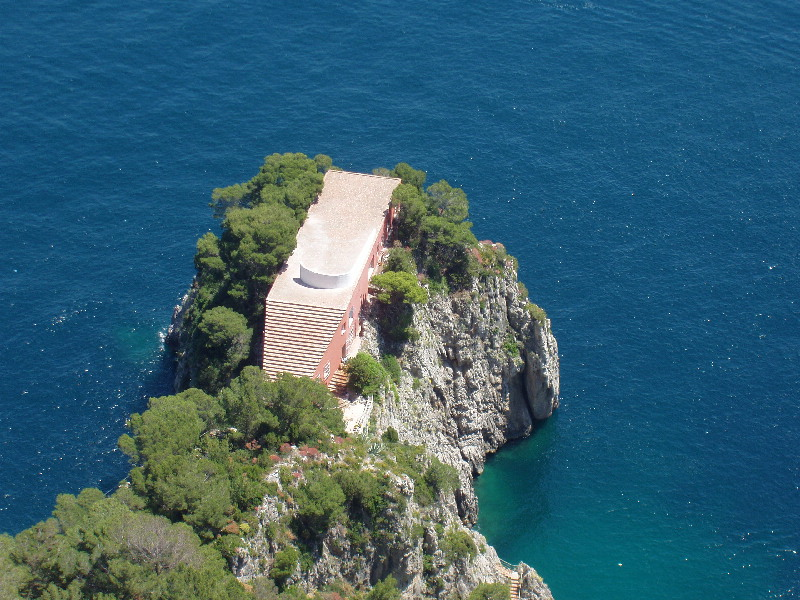
Villa Malaparte, författaren Curzio Malapartes hus från 1937, ses på festivalaffischen

Filmfestivalen i Cannes 2016 (franska: Festival de Cannes 2016) var den 69:e officiella upplagan av filmfestivalen i Cannes. Den hölls i Cannes, Frankrike, från 11 till 22 maj 2016. Ordförande för tävlingsjuryn var den australiske regissören George Miller. Öppningsfilm var den amerikanska filmen Café Society i regi av Woody Allen. Den officiella festivalaffischen föreställde en scen ur Jean-Luc Godards film Föraktet, där skådespelaren Michel Piccoli vandrar uppför taket till författaren Curzio Malapartes villa.

## Officiella programmet

### Huvudtävlan
| Svensk titel                          | Ursprungstitel        | Regissör              | Produktionsland                                                       |
| ------------------------------------- | --------------------- | --------------------- | --------------------------------------------------------------------- |
| American honey                        | American honey        | Andrea Arnold         | Storbritannien och Förenta staterna                                   |
| Aquarius                              | Aquarius              | Kleber Mendonça Filho | Brasilien                                                             |
| Elle                                  | Elle                  | Paul Verhoeven        | Frankrike, Tyskland och Belgien                                       |
|                                       | Mal de pierres        | Nicole Garcia         | Frankrike                                                             |
| Prövningen                            | Bacalaureat           | Cristian Mungiu       | Rumänien och Frankrike                                                |
| The handmaiden                        | 아가씨 Agassi         | Park Chan-wook        | Sydkorea                                                              |
| Jag, Daniel Blake                     | I, Daniel Blake       | Ken Loach             | Storbritannien och Frankrike                                          |
|                                       | Juste la fin du monde | Xavier Dolan          | Kanada och Frankrike                                                  |
| Julieta                               | Julieta               | Pedro Almodóvar       | Spanien                                                               |
|                                       | The last face         | Sean Penn             | Förenta staterna                                                      |
|                                       | Loving                | Jeff Nichols          | Förenta staterna och Storbritannien                                   |
|                                       | Ma' Rosa              | Brillante Mendoza     | Filippinerna                                                          |
| The Neon Demon                        | The Neon Demon        | Nicolas Winding Refn  | Förenta staterna                                                      |
| Paterson                              | Paterson              | Jim Jarmusch          | Förenta staterna                                                      |
|                                       | Personal shopper      | Olivier Assayas       | Frankrike                                                             |
| The salesman                          | فروشنده Forushandeh   | Asghar Farhadi        | Iran                                                                  |
|                                       | Rester vertical       | Alain Guiraudie       | Frankrike                                                             |
| Sieranevada – en gravallvarlig komedi | Sieranevada           | Cristi Puiu           | Rumänien, Frankrike, Bosnien och Hercegovina, Kroatien och Makedonien |
| Mysteriet i Slack Bay                 | Ma Loute              | Bruno Dumont          | Frankrike och Tyskland                                                |
| Min pappa Toni Erdmann                | Toni Erdmann          | Maren Ade             | Tyskland och Österrike                                                |
| Den okända flickan                    | La Fille inconnue     | Bröderna Dardenne     | Belgien                                                               |

### Un certain regard
| Svensk titel                           | Ursprungstitel                               | Regissör                           | Produktionsland                                        |
| -------------------------------------- | -------------------------------------------- | ---------------------------------- | ------------------------------------------------------ |
| Efter stormen                          | 海よりもまだ深く Umi yori mo Mada Fukaku     | Hirokazu Kore-eda                  | Japan                                                  |
|                                        | Apprentice                                   | Boo Junfeng                        | Singapore, Frankrike och Tyskland                      |
|                                        | מעבר להרים ולגבעות Me'ever laharim vehagvaot | Eran Kolirin                       | Israel                                                 |
| Captain Fantastic                      | Captain Fantastic                            | Matt Ross                          | Förenta staterna                                       |
|                                        | اشتباك Eshtebak                              | Mohamed Diab                       | Egypten, Frankrike, Tyskland och Förenade Arabemiraten |
| Dansaren                               | La Danseuse                                  | Stéphanie Di Giusto                | Frankrike                                              |
|                                        | (М)Ученик (M)Uchenik                         | Kirill Serebrennikov               | Ryssland                                               |
|                                        | Caini                                        | Bogdan Mirica                      | Rumänien och Bulgarien                                 |
| Den lyckligaste dagen i Olli Mäkis liv | Hymyilevä mies                               | Juho Kuosmanen                     | Finland                                                |
|                                        | Fuchi ni tatsu                               | Kōji Fukada                        | Japan                                                  |
| Hell or high water                     | Hell or high water                           | David Mackenzie                    | Förenta staterna                                       |
|                                        | وارونگی Varoonegi                            | Behnam Behzadi                     | Iran                                                   |
|                                        | La larga noche de Francisco Sanctis          | Francisco Márquez och Andrea Testa | Argentina                                              |
|                                        | Pericle il Nero                              | Stefano Mordini                    | Italien                                                |
|                                        | أمور شخصية Omor Shakhsiya                    | Maha Haj                           | Israel                                                 |
|                                        | La Tortue rouge                              | Michaël Dudok de Wit               | Frankrike och Japan                                    |
|                                        | The transfiguration                          | Michael O'Shea                     | Förenta staterna                                       |
|                                        | Voir du pays                                 | Delphine Coulin och Muriel Coulin  | Frankrike                                              |

### Utom tävlan
| Svensk titel         | Ursprungstitel | Regissör         | Produktionsland                             |
| -------------------- | -------------- | ---------------- | ------------------------------------------- |
| Stora vänliga jätten | The BFG        | Steven Spielberg | Förenta staterna, Storbritannien och Kanada |
| Café society         | Café society   | Woody Allen      | Förenta staterna                            |
|                      | 곡성 Gokseong  | Na Hong-jin      | Sydkorea                                    |
| Money monster        | Money monster  | Jodie Foster     | Förenta staterna                            |
| The nice guys        | The nice guys  | Shane Black      | Förenta staterna                            |

Midnattsvisningar
| Svensk titel | Ursprungstitel      | Regissör             | Produktionsland  |
| ------------ | ------------------- | -------------------- | ---------------- |
|              | Blood father        | Jean-François Richet | Frankrike        |
| Gimme danger | Gimme danger        | Jim Jarmusch         | Förenta staterna |
|              | 부산행 Bu-san-haeng | Yeon Sang-ho         | Sydkorea         |

Specialvisningar
| Svensk titel | Ursprungstitel                         | Regissör                                  | Produktionsland        |
| ------------ | -------------------------------------- | ----------------------------------------- | ---------------------- |
|              | شوف Chouf                              | Karim Dridi                               | Frankrike och Tunisien |
|              | Exil                                   | Rithy Panh                                | Kambodja               |
|              | Hissein Habré, une tragédie tchadienne | Mahamat Saleh Haroun                      | Tchad                  |
|              | La Forêt de Quinconces                 | Grégoire Leprince-Ringuet                 | Frankrike              |
|              | La Mort de Louis XIV                   | Albert Serra                              | Spanien                |
|              | L'ultima spiaggia                      | Thanos Anastopoulous och Davide Del Degan | Italien                |
|              | Le Cancre                              | Paul Vecchiali                            | Frankrike              |
|              | Wrong elements                         | Jonathan Littell                          | Frankrike och Belgien  |

### Kortfilmer
| Titel                            | Regissör                                 | Produktionsland        |
| -------------------------------- | ---------------------------------------- | ---------------------- |
| صوف على الظهر Souf alla al-dhahr | Lotfi Achour                             | Tunisien och Frankrike |
| Dreamlands                       | Sarah Dunlop                             | Storbritannien         |
| Timecode                         | Juanjo Giménez                           | Spanien                |
| Imago                            | Raymond Gutierrez                        | Filippinerna           |
| Madre                            | Simón Mesa Soto                          | Colombia               |
| A moça que dançou com o diabo    | João Paulo Miranda Maria                 | Brasilien              |
| Après Suzanne                    | Félix Moati                              | Frankrike              |
| 4:15 PM the end of the world     | Catalin Rotaru och Gabi Virginia Sarga   | Rumänien               |
| Il Silenzio                      | Farnoosh Samadi Frooshani och Ali Asgari | Italien                |
| Fight on a Swedish beach         | Simon Vahlne                             | Sverige                |

### Cinéfondation
| Titel                       | Regissör               | Skola                                                    |
| --------------------------- | ---------------------- | -------------------------------------------------------- |
| In the hills                | Hamid Ahmadi           | London Film School, Storbritannien                       |
| Submarine                   | Mounia Akl             | Columbia University School of the Arts, Förenta staterna |
| A nyalintás nesze           | Andrasev Nadja         | MOME, Ungern                                             |
| Toate fluviile curg în mare | Alexandru Badea        | UNATC, Rumänien                                          |
| Ailleurs                    | Mélody Boulissière     | E.N.S.A.D., Frankrike                                    |
| Gabber lover                | Anna Cazenave Cambet   | La Fémis, Frankrike                                      |
| The Alan dimension          | Jac Clinch             | NFTS, Storbritannien                                     |
| Poubelle                    | Alexandre Gilmet       | INSAS, Belgien                                           |
| Dobro                       | Marta Hernaiz Pidal    | Film.factory, Bosnien och Hercegovina                    |
| La culpa probablemente      | Michael Labarca        | Universidad de los Andes, Venezuela                      |
| Las razones del mundo       | Ernesto Martínez Bucio | CCC, Mexiko                                              |
| 1 kilogram                  | Park Young-Ju          | K-ARTS, Sydkorea                                         |
| Aram                        | Fereshteh Parnian      | Lumière University Lyon 2, Frankrike                     |
| Gudh                        | Saurav Rai             | Satyajit Ray Film and Television Institute, Indien       |
| La santa che dorme          | Laura Samani           | Centro Sperimentale di Cinematografia, Italien           |
| Bei Wind und Wetter         | Remo Scherrer          | Hochschule Luzern - Design & Kunst, Schweiz              |
| Anna                        | Or Sinai               | Sam Spiegel Film and Television School, Israel           |
| Business                    | Malena Vain            | Universidad del Cine, Argentina                          |

## Jury

### Huvudtävlan
- George Miller, australisk filmregissör, juryordförande
- Arnaud Desplechin, fransk filmregissör
- Kirsten Dunst, amerikansk skådespelerska
- Valeria Golino, italiensk skådespelerska och regissör
- Mads Mikkelsen, dansk skådespelare
- László Nemes, ungersk filmregissör
- Vanessa Paradis, fransk skådespelerska och sångerska
- Katayoon Shahabi, iransk filmproducent
- Donald Sutherland, kanadensisk skådespelare

### Un certain regard
- Marthe Keller, schweizisk skådespelerska, juryordförande
- Jessica Hausner, österrikisk filmregissör
- Diego Luna, mexikansk skådespelare och filmregissör
- Ruben Östlund, svensk filmregissör
- Céline Sallette, fransk skådespelerska

### Cinéfondation och kortfilmer
- Naomi Kawase, japansk filmregissör, juryordförande
- Marie-Josée Croze, fransk-kanadensisk skådespelerska
- Jean-Marie Larrieu, fransk filmregissör
- Radu Muntean, rumänsk filmregissör
- Santiago Loza, argentinsk filmregissör och dramatiker

### Caméra d'or
- Catherine Corsini, fransk filmregissör och skådespelerska, juryordförande
- Jean-Christophe Berjon, fransk filmkritiker
- Alexander Rodnjanskij, ukrainsk filmproducent
- Isabelle Frilley, fransk filmbolagschef (Titra film)
- Jean-Marie Dreujou, fransk filmfotograf

## Priser
Huvudtävlan
- Guldpalmen – Jag, Daniel Blake av Ken Loach
- Festivalens stora pris – Juste la fin du monde av Xavier Dolan
- Jurypriset – American honey av Andrea Arnold
- Bästa regi
  - Cristian Mungiu för Prövningen
  - Olivier Assayas för Personal shopper
- Bästa manuskript – Asghar Farhadi för The salesman
- Bästa kvinnliga skådespelare – Jaclyn Jose för Ma' Rosa
- Bästa manliga skådespelare  – Shahab Hosseini för The salesman

Un certain regard
- Un certain regard-priset – Den lyckligaste dagen i Olli Mäkis liv av Juho Kuosmanen
- Jurypriset – Fuchi ni tatsu av Kōji Fukada
- Bästa regi – Matt Ross för Captain Fantastic
- Bästa manus – Delphine Coulin och Muriel Coulin för Voir du pays
- Specialpriset - La Tortue rouge av Michael Dudok de Wit

Cinéfondation
- Förstapriset – Anna av Or Sinai
- Andrapriset – In the hills av Hamid Ahmadi
- Tredjepriset
  - A nyalintás nesze av Nadja Andrasev
  - La culpa probablemente av Michael Labarca